# La Concepción Coatipac
La Concepción Coatipac, även benämnd La Conchita, är en ort i Mexiko, tillhörande kommunen Calimaya i delstaten Mexiko, i den centrala delen av landet. Orten hade 2 163 invånare vid folkräkningen 2010.